# Orrfjärden
Orrfjärden är en fjärd i Geta och Finström på Åland.
Orrfjärden är en instängd fjärd, den är i väster förbunden med Pantsarnäsfjärden och därifrån västerut genom flera andra mindre fjärdar med den vidare Finbofjärden i Ålands hav. I söder är Orrfjärden genom ett 400 meter brett sund förbunden med den instängda Grundfjärden, i öster mynnar sjön Vandöfjärden ut genom Kungsholmsströmmen, i norr sträcker sig den smala tre kilometer långa viken Bolstaholmssundet upp mot Bolstaholm och utgör samtidigt gräns mellan Finström och Geta.
Orrfjärden omges av i nordväst av byarna Labbnäs och Möckelsgräs i Geta, i nordost av Vestanträsk i Finström, i söder av näset Norra Vandö i byn Torrbolstad i Finström, i sydväst av byn och tidigare ön Bastö i Finström.